# コズミック・ジョーカーズ
コズミック・ジョーカーズ（The Cosmic Jokers）は、ドイツのクラウトロック・スーパーグループではあったが、それ自体は適切なアンサンブルと呼べるものではなかった。彼らの音楽は、パフォーマーの知らないうちに、1973年初頭にレーベルを率いるロルフ＝ウルリッヒ・カイザーとジレ・レットマンがまとめたセッションから作成されたものだったからだ。それらはスペース・ロックの代表的な例となった。

## 略歴
コズミック・ジョーカーズは、ディーター・ダークスが所有するサウンド・スタジオで開催されたいくつかのアシッド・パーティで演奏され、ミュージシャンはトラックの録音と引き換えにドラッグを提供された。参加者には、アシュ・ラ・テンペルのマニュエル・ゲッチングやクラウス・シュルツェ、ヴァレンシュタインのユルゲン・ドラゼやハラルド・グロスコフ、およびダークスなどがいた。これに先立ち、すべてのミュージシャンがカイザーの「Cosmic Couriers」レーベルに関わっていた。
カイザーはこれらのセッションのテープを録音し、編集してダークスと一緒にミックスし、彼のレーベルである「Kosmische Musik」でリリースした。ミュージシャンたちの許可を取らずに、LPスリーブに彼らの写真を載せた。ゲッチングは、ベルリンのレコード店で流れていた演奏を聞いて、何が演奏されているのかをカウンターに尋ねるまで、レコードのリリースについて知らなかった。カイザーは、1974年のうちにコズミック・ジョーカーズの名前で5枚のレコードをリリースした。1枚は実際にはレーベル・サンプラーで、もう1枚のアルバム『ジレズ・サイトシェフ』も同様で、カイザーの当時のガールフレンドであるジレ・レットマンがそれまでにレーベルからリリースされた音楽を切り取って語るというものだった。ミュージシャンたちは誰もこれらの録音に満足していなかったが、シュルツェは、『ジレズ・サイトシェフ』のリリース後、怒り狂ってカイザーを法的に訴えた。1975年、カイザーは録音を中止して撤回することを余儀なくされ、法的な問題が迫っていると脅迫されたことを理由にレコード・レーベルを放棄し、国外へと逃れた。

## ディスコグラフィ

### アルバム
- 『コズミック・ジョーカーズ』 - The Cosmic Jokers (1974年)
- 『ギャラクティック・スーパーマーケット』 - Galactic Supermarket (1974年)
- 『プラネッテン・ジット・イン』 - Planeten Sit-In (1974年)
- 『サイ・ファイ・パーティ』 - Sci Fi Party (1974年) ※Kosmische Musikレーベルのサンプラーとして発表
- 『ジレズ・サイトシェフ』 - Gilles Zeitschiff (1974年) ※コンピレーション・リミックス・アルバム